# Langeleik

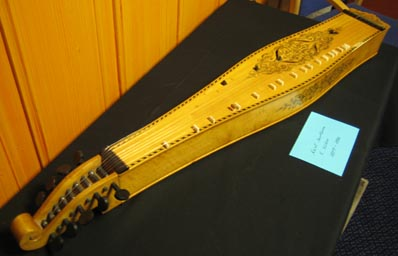
Langeleik

Langeleik este un instrument folcloric cu coarde norvegian din familia țiterei.
Cel mai vechi langeleik cunoscut este din 1524.
Cutia de rezonanță este lungă și subțire, cu sau fără spate, iar numărul coardelor variază. De obicei are o coardă melodică cu tastiere, și 7 coarde de acompaniament. Se pot cânta doar o scală diatonică majoră.
Instrumentul, al cărui nume inițial a fost „langspill” este înrudit cu instrumentul olandez „Hommel”, cu cel suedez „Hummel”, cu cel francez „Épinette des Vosges”, cu cel german „Scheitholt” și cu cel american „Appalachian dulcimer”.